# Пиле (Мантова)
Пиле је насеље у Италији у округу Мантова, региону Ломбардија.
Према процени из 2011. у насељу је живело 191 становника. Насеље се налази на надморској висини од 129 м.